# Amadeus (Moderator)

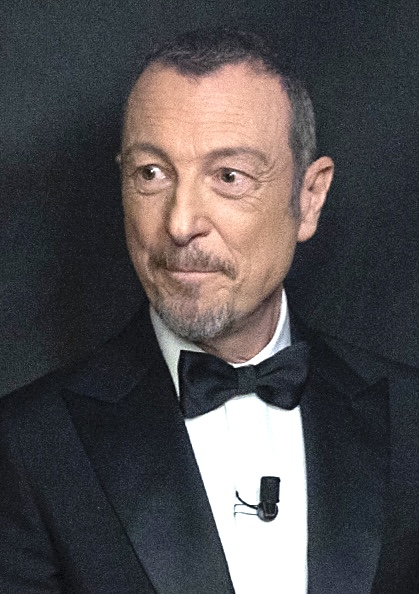
Amadeus beim Sanremo-Festival 2023

Amadeus (bürgerlich: Amedeo Umberto Rita Sebastiani; * 4. September 1962 in Ravenna) ist ein italienischer Radio- und Fernsehmoderator.
Sebastiani wurde als Sohn sizilianischer Eltern in Ravenna geboren, von wo er wegen des Arbeitsplatzes des Vaters nach Verona kam. Er begann bei Radio Verona, einem Lokalsender, und wechselte nach Mailand, wo er von 1987 bis 1994 bei Radio Deejay arbeitete. Seit 1993 ist er beim Fernsehen tätig. 1999 wechselte er von Mediaset zu Rai.
Von 2002 bis 2006 moderierte er die Quizshow L’eredità. Dann kehrte er wieder zu Mediaset zurück.
Nach siebenjähriger Trennung wurde er 2007 von Marisa Di Martino, mit der er eine Tochter hat, geschieden. Am 12. Juli 2009 heiratete er die neapolitanische Tänzerin Giovanna Civitillo, mit der er seit 2003 verlobt war. Am 19. Januar 2009 hatte sie bereits den Sohn Josè Alberto von ihm bekommen.

## Radiokarriere
In Mailand begleitete er von 1987 bis 1994 den Aufstieg von Radio Deejay von einem lokalen zu einem nationalen Sender. In den folgenden beiden Jahren war er unter den Spitzensprechern von Radio Capital Music Network, wo er verschiedene Programme mit Luca Laurenti, Dj Angelo und Stefano Tacconi gestaltete.
Nach zwölf Jahren kehrte er im November 2008 mit dem Programm „Casa Sebastiani“ auf RTL 102.5 zurück.

## Fernsehkarriere

### Mediaset
Seine Fernsehlaufbahn begann nach mehreren Auftritten in DeeJay Television, an der Seite von Jovanotti offiziell 1993, als er von Vittorio Salvetti zur Gestaltung von Festivalbar berufen wurde. Amadeus hat dieses Sommerprogramm bis 1997 gestaltet. 1995–1996 unterstützte er Lorella Cuccarini in der Moderation von Buona Domenica, eine Partnerschaft, die sich drei Jahre später bei Trenta ore per la vita wiederholte. 1998 präsentierte er Il Quizzone auf Italia 1 gemeinsam mit Laura Freddi. Der große Erfolg trat mit „Meteore“ auf Italia 1 mit Unterstützung von Gene Gnocchi und Alessia Merz ein. Gleiches gilt für Matricole, welches er mit Simona Ventura moderierte, bevor er zu Rai wechselte.

### Rai
Er begann bei Rai Due Anfang 1999 mit der Leitung des „Festa di Classe“.
September 1999 wechselte er zu Rai Uno mit der Präsentation der sehr erfolgreichen und langlebigen Sonntagsplattform Domenica In. Sehr bald wurde er aber zum „Signore des Vorabends“, zuerst mit “In bocca al lupo!”, dann mit der Quiz show, und schließlich mit L’eredità, das er im August 2002 in den Studios von Dear in Rom und von September 2002 bis Juni 2005 aus den Studios Corso Sempione der Rai in Mailand moderierte. Im September 2005 kehrte die Produktion wieder in die Studios Dear, nach Rom zurück. 2004 leitete er mit mäßigem Erfolg die Reality Show Music Farm, welche im darauffolgenden Jahr Simona Ventura übernahm.

### Rückkehr zu Mediaset
Nach Meinungsverschiedenheiten mit den Spitzen der Rai, die gegen seinen Aufstieg in die Hauptabendmoderation waren, kehrte Amadeus im September 2006 zu seinen Anfängen zurück. Er startete das Vorabendprogramm Formula segreta auf Canale 5 mit der ersten Folge an seinem 44. Geburtstag, welches aber jäh auf Wunsch von Pier Silvio Berlusconi wegen der dürftigen Auditel-Resultate abgebrochen wurde, und weil es dem Vergleich mit seiner früheren Sendung L’Eredità nicht standhalten konnte, die nun von Carlo Conti auf Rai Uno präsentiert wurde. Ab 7. Mai 2007 belegte er auf den Vorabend von Canale 5 mit 1 contro 100 über den ganzen Sommer mit Giovanna Civitillo. Auch dieses letzte Programm erfüllte nicht im Geringsten die Erwartungen des Senders. Nach der letzten Folge am 22. September 2007 wurde es durch Gerry Scottis Chi vuol essere milionario („Who Wants to Be a Millionaire?“) ersetzt, wurde aber am 10. Dezember 2007 noch einmal ausgestrahlt, bevor es am 13. Januar endgültig verschwand. Am 18. Dezember 2007 moderierte Amadeus mit Checco Zalone auf Italia 1 die Pilotsendung von Canta e vinci, welche Reihe nach wenigen Wochen wieder eingestellt wurde, um im Sommerprogramm wiederzukehren.

### Rückkehr zum Radio
Vom September 2008 bis Juni 2009 hat er beim Radiosender RTL 102.5 das Casa Sebastiani moderiert. Er moderierte bei RTL 102.5 von Montag bis Freitag zwischen 13 und 15 Uhr Miseria e Nobilità gemeinsam mit Conte Galè.

### Rückkehr zu Rai
Am 21. Juli 2008 moderierte er gemeinsam mit Manuela Arcuri auf Rai 2 die Venice Music Awards.
Seit 2009 moderiert er mit Laura Barriales und Sergio Friscia die Sendung Mezzogiorno in famiglia. 2014 wurde Laura Barriales durch Alessia Ventura ersetzt.
Er nahm als Juror an den Castings und der Abendshow der dritten Staffel der italienischen Version von X-Factor teil.
Vom 1. März 2010 bis Mai 2010 hat er das Programm Cuore di mamma von Rai 2 moderiert.
Seit 2015 moderiert Amadeus die Sendung Stasera tutto è possibile, die italienische Version von Jetzt wird’s schräg.
Von 2020 bis 2024 leitete und moderierte er das Sanremo-Festival.

### Wechsel zu Warner Bros. Discovery und neue Projekte auf Nove
Im April 2024 wurde bekannt, dass Amadeus die Rundfunkanstalt Rai nach Vertragsende verlässt und einen Vierjahresvertrag mit Warner Bros. Discovery unterzeichnet. Zu seinen letzten Auftritten bei Rai zählten das Benefizkonzert Una. Nessuna. Centomila – in Arena, Viva Rai2! sowie das Format Affari tuoi. Auf Nove (Fernsehsender) startete er mit dem Suzuki Music Party, gefolgt von der Quizshow Chissà chi è und der Unterhaltungssendung La Corrida – Dilettanti allo sbaraglio. Zudem veröffentlichte er die Autobiografie Ama. La mia storia, i miei Sanremo, come il palcoscenico mi ha cambiato la vita und moderierte die SIAE Music Awards 2024. Seit März 2025 ist er Juror bei Amici di Maria De Filippi, im Mai folgte die Sendung Like a Star.

## Andere Medien
- Er spielte im Film Laura non c'è von Antonio Bonifacio und in der Rolle als er selbst im Film Il pranzo della domenica von Carlo Vanzina.
- Er nahm zwei Singles auf: Tutti Al Mare (1992) und Saltellare del (1991).

## Kurioses
- In einer Folge von L'eredità kam es im Laufe des „Duells“ zu einer Meinungsverschiedenheit mit einem eindeutig übergriffigen Kandidaten, Pedro, die damit endete, dass dieser das Studio verließ und den Sieg seinem Gegenspieler überließ.[2]
- In einigen wenigen Folgen von L'eredità trat er mit einem verbundenen Auge auf.
- In der Sendung vom 8. Mai 2007 von 1 contro 100 verriet er, farbenblind zu sein. Auch während er L'eredità moderierte, hat er schon mehrere Male erwähnt, manche Farben nicht gut unterscheiden zu können.